# Doingt
Doingt és un municipi francès situat al departament del Somme i a la regió dels Alts de França. L'any 2007 tenia 1.323 habitants.

## Demografia

### Població
El 2007 la població de fet de Doingt era de 1.323 persones. Hi havia 545 famílies de les quals 135 eren unipersonals (52 homes vivint sols i 83 dones vivint soles), 195 parelles sense fills, 167 parelles amb fills i 48 famílies monoparentals amb fills.
La població ha evolucionat segons el següent gràfic:
Habitants censats

### Habitatges
El 2007 hi havia 596 habitatges, 559 eren l'habitatge principal de la família, 14 eren segones residències i 22 estaven desocupats. 568 eren cases i 21 eren apartaments. Dels 559 habitatges principals, 451 estaven ocupats pels seus propietaris, 84 estaven llogats i ocupats pels llogaters i 24 estaven cedits a títol gratuït; 3 tenien una cambra, 21 en tenien dues, 99 en tenien tres, 183 en tenien quatre i 253 en tenien cinc o més. 403 habitatges disposaven pel capbaix d'una plaça de pàrquing. A 260 habitatges hi havia un automòbil i a 219 n'hi havia dos o més.

### Piràmide de població
La piràmide de població per edats i sexe el 2009 era:
| Homes | Edats   | Dones |
| ----- | ------- | ----- |
| 0     | 95 o +  | 0     |
| 8     | 90 a 94 | 4     |
| 4     | 85 a 89 | 16    |
| 8     | 80 a 84 | 8     |
| 24    | 75 a 79 | 28    |
| 28    | 70 a 74 | 56    |
| 48    | 65 a 69 | 40    |
| 24    | 60 a 64 | 44    |
| 36    | 55 a 59 | 28    |
| 40    | 50 a 54 | 40    |
| 56    | 45 a 49 | 44    |
| 80    | 40 a 44 | 60    |
| 32    | 35 a 39 | 60    |
| 56    | 30 a 34 | 56    |
| 32    | 25 a 29 | 44    |
| 20    | 20 a 24 | 16    |
| 52    | 15 a 19 | 16    |
| 60    | 10 a 14 | 40    |
| 40    | 5 a 9   | 76    |
| 24    | 0 a 4   | 24    |

## Economia
El 2007 la població en edat de treballar era de 844 persones, 619 eren actives i 225 eren inactives. De les 619 persones actives 545 estaven ocupades (299 homes i 246 dones) i 74 estaven aturades (39 homes i 35 dones). De les 225 persones inactives 75 estaven jubilades, 73 estaven estudiant i 77 estaven classificades com a «altres inactius».

### Ingressos
El 2009 a Doingt hi havia 551 unitats fiscals que integraven 1.366 persones, la mediana anual d'ingressos fiscals per persona era de 18.028 €.

### Activitats econòmiques
Dels 105 establiments que hi havia el 2007, 1 era d'una empresa extractiva, 3 d'empreses alimentàries, 3 d'empreses de fabricació d'altres productes industrials, 9 d'empreses de construcció, 53 d'empreses de comerç i reparació d'automòbils, 3 d'empreses de transport, 4 d'empreses d'hostatgeria i restauració, 1 d'una empresa d'informació i comunicació, 3 d'empreses immobiliàries, 10 d'empreses de serveis, 2 d'entitats de l'administració pública i 13 d'empreses classificades com a «altres activitats de serveis».
Dels 11 establiments de servei als particulars que hi havia el 2009, 1 era una funerària, 1 taller de reparació d'automòbils i de material agrícola, 1 taller d'inspecció tècnica de vehicles, 1 paleta, 3 guixaires pintors, 1 empresa de construcció, 2 restaurants i 1 agència immobiliària.
Dels 7 establiments comercials que hi havia el 2009, 1 era un hipermercat, 1 una botiga de més de 120 m², 1 una botiga de menys de 120 m², 1 una fleca, 1 una llibreria, 1 una botiga d'equipament de la llar i 1 una joieria.
L'any 2000 a Doingt hi havia 6 explotacions agrícoles.

## Equipaments sanitaris i escolars
El 2009 hi havia 1 escola maternal integrada dins d'un grup escolar amb les comunes properes formant una escola dispersa i 1 escola elemental integrada dins d'un grup escolar amb les comunes properes formant una escola dispersa.

## Poblacions més properes
El següent diagrama mostra les poblacions més properes.